# Никольское сельское поселение (Вилегодский район)
Никольское сельское поселение или муниципальное образование «Никольское»  — упразднённое муниципальное образование со статусом сельского поселения в Вилегодском муниципальном районе Архангельской области. 
Соответствовало административно-территориальной единице в Вилегодском районе — Никольский сельсовет.
Административный центр — деревня Никольск.

## География
Никольское сельское поселение находилось на северо-западе Вилегодского района, на западе Никольское сельское поселение граничило с Котласским районом Архангельской области, на юге — с Ильинским сельским поселением. Крупнейшие реки, протекающие по территории поселения, — это притоки Вычегды Виледь и Нижняя Лупья.

## История
Муниципальное образование было образовано в 2004 году.
На территории поселения известны два чудских городища XI—XIII веков: Чабровское и Рязанское. В 1379 году был основан Никольский приход. В 1380 году Никольский погост был пожалован Стефану Пермскому Дмитрием Донским. Согласно сотной и писцовой книгам 1586 года в вотчине пермских епископов на Виледи числилось одно село и 7 деревень. Сельцо (село), которое упоминается в летописи, — Никольское.

## Население
| 2005 | 2010 | 2011 | 2012 | 2013 | 2014 | 2015 | 2016 | 2017 |
| ---- | ---- | ---- | ---- | ---- | ---- | ---- | ---- | ---- |
| 1176 | ↘980 | ↘972 | ↗973 | ↘959 | ↘920 | ↘887 | ↘869 | ↘858 |
| 2018 | 2019 | 2020 |      |      |      |      |      |      |
| ↘841 | ↘829 | ↘826 |      |      |      |      |      |      |

## Состав сельского поселения
| №  | Населённый пункт                | Тип населённого пункта                       | Население |
| -- | ------------------------------- | -------------------------------------------- | --------- |
| 1  | Андреевская                     | деревня                                      | ↘4        |
| 2  | Безацкая                        | деревня                                      | ↗1        |
| 3  | Бурцево                         | деревня                                      | ↘1        |
| 4  | Виледь                          | населённый пункт при железнодорожной станции | ↗87       |
| 5  | Володино                        | деревня                                      | ↘6        |
| 6  | Выставка Пятовская              | деревня                                      | ↗9        |
| 7  | Галахтионовская                 | деревня                                      | →0        |
| 8  | Гашево                          | деревня                                      | →1        |
| 9  | Глубоковская                    | деревня                                      | ↗3        |
| 10 | Горбачиха                       | деревня                                      | ↗20       |
| 11 | Горка                           | деревня                                      | ↘2        |
| 12 | Демино                          | деревня                                      | →2        |
| 13 | Денисовская                     | деревня                                      | →2        |
| 14 | Ерзовка                         | деревня                                      | →0        |
| 15 | Железнодорожный разъезд 1141 км | железнодорожный разъезд                      | →0        |
| 16 | Железнодорожный разъезд 1147 км | железнодорожный разъезд                      | →0        |
| 17 | Железнодорожный разъезд 1153 км | железнодорожный разъезд                      | →0        |
| 18 | Игольница                       | деревня                                      | ↘12       |
| 19 | Исаковская                      | деревня                                      | ↗6        |
| 20 | Казаково                        | село                                         | ↗32       |
| 21 | Квартала 69                     | посёлок                                      | →6        |
| 22 | Кивер                           | железнодорожная станция                      | ↗144      |
| 23 | Колтас                          | деревня                                      | ↘4        |
| 24 | Кочнеговская                    | деревня                                      | ↘5        |
| 25 | Масловская                      | деревня                                      | →0        |
| 26 | Наволок                         | деревня                                      | ↗4        |
| 27 | Никитинская                     | деревня                                      | →0        |
| 28 | Никольск                        | село, административный центр                 | ↗699      |
| 29 | Пенкино                         | деревня                                      | ↗7        |
| 30 | Поршенский Починок              | деревня                                      | →0        |
| 31 | Прислон                         | деревня                                      | ↗1        |
| 32 | Рябовская                       | деревня                                      | ↗16       |
| 33 | Рязань                          | деревня                                      | ↘1        |
| 34 | Саранчиха                       | деревня                                      | →4        |
| 35 | Семёновская                     | деревня                                      | →0        |
| 36 | Соинский Починок                | деревня                                      | →0        |
| 37 | Таборы                          | деревня                                      | ↗17       |
| 38 | Торопово                        | деревня                                      | →2        |
| 39 | Чаброво                         | деревня                                      | →5        |
| 40 | Чокур                           | железнодорожная станция                      | ↗6        |
| 41 | Язинец                          | деревня                                      | ↘1        |

## Экономика
ТОС «Надежда» в Никольске. Железнодорожная станция Виледь (Северная железная дорога).